# 33-й Вирджинский пехотный полк
33-й вирджинский пехотный полк (The 33rd Virginia Volunteer Infantry Regiment) — пехотный полк, набранный в штате Вирджиния для армии Конфедерации во время Гражданской войны в США. Он сражался в основном в составе Северовирджинской армии, в «бригаде Каменной Стены».

## Формирование
Полк был сформирован 27 июля 1861 года в лагере Кэмп-Смит у Холлингвортс-Милл, в километре на юго-запад от Винчестера. Он состоял из десяти рот, которые были набраны в округах Хэмпшир, Шенандоа, Фредерик, Харди, Пейдж и Рокингхем. Округа Хэмпшир и Харди впоследствии оказались в составе штата Западная Вирджиния. Эти роты были приняты на службу в армию Конфедерации сроком на 1 год службы. Рота Е принята 1 июня, роты F и G приняты 15 июня, рота А 17 июня, рота Н 19 июня, рота В 8 июля, рота I принята 11 июля, а рота D 26 июля. Первым командиром полка стал полковник Артур Каммингс (назначен 16 мая).
Ещё до формирования, 12 июня 1861 года, две роты под командованием Каммингса участвовали в перестрелке с 6-ю ротами 11-го Индианского полка полковника Лью Уоллеса у Семетери-Хилл, около Ромни, округ Хэмпшир.

## Ротный состав
Летом 1861 года в полку было 10 рот, каждая примерно по 40 человек:
- Рота A — Potomac Guards (округ Хэмпшир)
- Рота B — Toms Brook Guard (округ Шенандоа)
- Рота C — Shenandoah Riflemen (округ Шенандоа)
- Рота D — Mountain Rangers (Винчестер) — капитан Фредерик Холлидей
- Рота E — Emerald Guard (округ Шенандоа)
- Рота F — Hardy Greys (округ Харди)
- Рота G — Mount Jackson Rifles (округ Шенандоа)
- Рота H — Page Grays (округ Паж)
- Рота I — Rockingham Confederates (округ Рокингхем) — капитан Джон Роберт Джонс
- Рота J — Shenandoah Riflemen (округ Шенандоа)

## Боевой путь

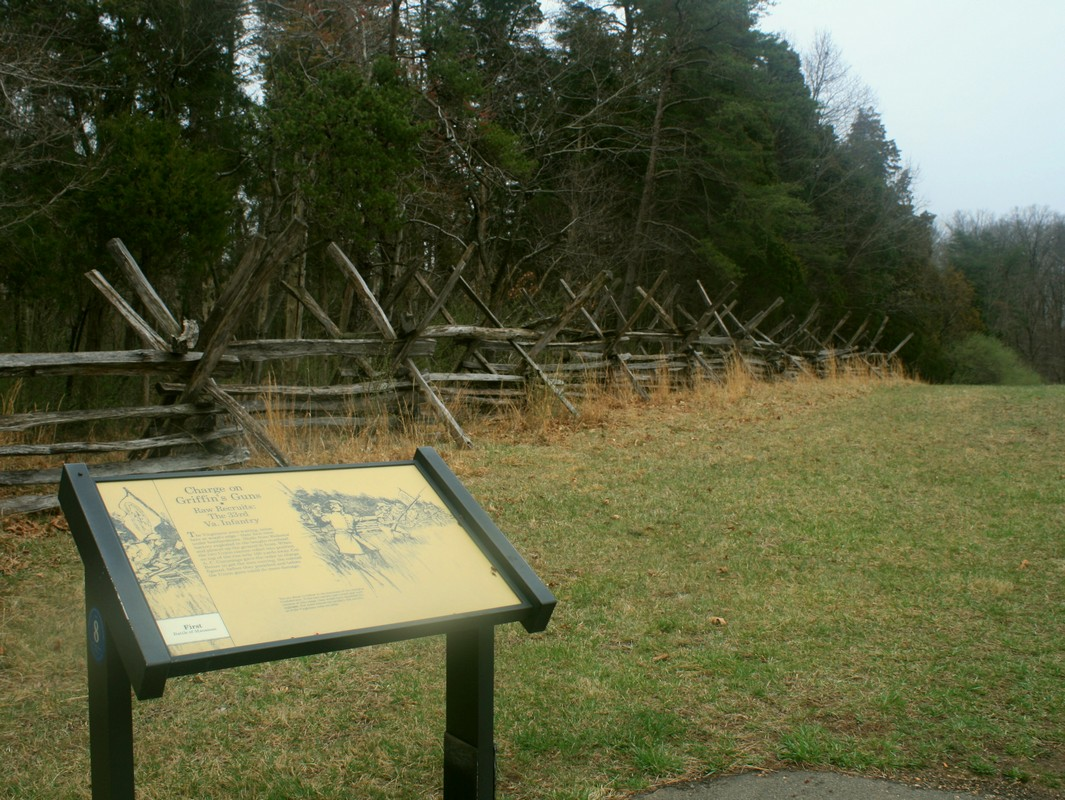
Исторический маркер на месте атаки 33-го Вирджинского полка

15 июля 1861 года полк был включён в 1-ю бригаду армии Шенандоа, которой командовал бывший профессор вирджинского военного института, Томас Джексон. 17 июля капитан Уильям Генри Фицхью Ли (родственник генерала Ли) быз назначен майором полка и исполняющим обязанности подполковника. На тот момент полку ещё не присвоили нумерацию и он назывался «полк Каммингса».

### Манассас
18 июля в 3 часа ночи полк был направлен по воде и железной дороге к Манассасу (оставив роты D и I в Винчестере) куда прибыл утром 20 июля. Когда началось первое сражение при Булл-Ран, Джексон поместил бригаду на холм Генри, где 33-й Вирджинский встал на крайнем левом фланге бригады. В этот день полк насчитывал 400 человек в 8-ми ротах. Джексон построил бригаду на Холме Генри, где она была атакована федеральной армией. Во время боя федеральный генерал Гриффин передвинул две гаубицы так, чтобы открыть фланговый огонь по орудиям Джексона и при этом оказался почти в 200 метрах от полка Каммингса. Каммингс понял, что его полк может не выдержать огня гаубиц, и решил атаковать. В этот момент рядом появились 450 человек 49-го Вирджинского полка, которому генерал Борегар приказал прикрыть левый фланг 33-го. 49-й подошёл к батарее на 70 метров и дал залп по артиллеристам. «На этом для нас всё кончилось, — сказал Гриффин на следствии, — нас всех скосило огнём». В тот же самый момент в атаку пошёл полк Каммингса. «Это была атака, какой не видала прежняя регулярная армия, — вспоминал потом Каммингс, — пусть и в не очень регулярном стиле». Федеральные артиллеристы бежали, остатки зуавов тоже отступили. Вирджинцы захватили орудия, добившись первого явного успеха в тот день. Впоследствии историки часто называли эту атаку поворотным моментом всего сражения. Однако Джон Хеннесси писал, что это был лишь первый успех, который вполне мог стать временным.
33-й и 49-й оказались полностью дезорганизованы атакой. Каммингс попытался привести боевую линию в порядок, но в этот момент со стороны дороги Садли-Роуд подошёл 14-й Бруклинский. Приблизившись на 100 метров, ньюйоркцы открыли огонь, который сразу же заставил вирджинцев отступить. 14-й Бруклинский бросился вперёд и отбил гаубицы Гриффина. Отступающие вирджинцы 33-го и 49-го полков расстроили ряды 2-го Вирджинского полка, который тоже стал отходить. Весь левый фланг обороны Джексона теперь рушился, но его спасла контратака 4-го и 27-го полков.

### Конец 1861 года
25 июля полк получил свою нумерацию, и в его состав вернули роты D и I. На следующий день капитан Эдвин Ли из штаба Джексона был назначен майором полка. 2 августа полк переместился в лагерь Кэмп-Хармон под Сентервиллом, где 21 августа капитан роты I, Джонс получил звание подполковника. 16 сентября полк был переведён в лагерь под Фэирфаксом.
4 ноября генерал Джексон возглавил департамент Долины Шенандоа и запросил в своё распоряжение бригаду каменной стены. 7 ноября полк отправился в Винчестер: сначала пешком в Манассас, где целые сутки под дождём ждал поезда, а затем по железной дороге в Винчестер, куда прибыл 8 ноября. Рота Е в это время нашла бочку виски и произошла пьяная драка, в ходе которой было ранено несколько человек. Полк прибыл в Кернстаун, прошёл через Винчестер 13 ноября и встал лагерем в 5 милях к северу от Стивенсонс-Депо. На следующий день генерал Гарнетт принял командование бригадой.
16 декабря полк участвовал в вылазке для разрушения дамбы № 5 канала Чесапик-Огайо. 18 — 21 декабря вылазка была повторена, а 21 декабря полк вернулся в Винчестер.

### 1862
1 января 1862 года началась экспедиция Джексона в Ромни. В 5 утра полк выступил из Винчестера и после трёх дней марша стал лагерем у города Бат. 4 января бригада вошла в Бат и осталась в городе, пока остальные бригады продолжили наступление на Хэнкок. 7 января бригада покинула Бат и встала лагерем у Унгерс-Стор под густым снегом. Простояв в лагере неделю, бригада 13 января начала наступление на Ромни и 14 января первой вошла в город. 19 января Джексон решил вернуть бригаду в Винчестер и она покинула Ромни 19 января, а 26 января пришла в Винчестер.
В начале марта началась кампания в долине Шенандоа. 11 марта бригада выступила из Винчестера навстречу армии Бэнкса, но в итоге 12 — 13 марта начала отступать на юг к Страстбергу, где с 14 по 21 марта простояла в лагере Кэмп-Бьюкинен. 22 марта стало известно об отступлении части федеральной армии и бригаду отправили к Винчестеру. 23 марта бригада начала выдвигаться к Кернстауну, где встретила федеральную армию и началось сражение при Кернстауне. Полк находился в центре позиции, за каменной стеной, где отражал атаки противника, пока не израсходовал боеприпасы. Генерал Гарнетт приказал отступить. В этом сражении полк потерял 18 человек убитыми, 27 ранеными и 14 пропавшими без вести из общего количества в 275 человек. 24 марта бригада вернулась в Монт-Джексон.